# 呂昇
呂昇（1432年—1488年），字明遠，湖廣襄陽縣人，明朝政治人物。進士出身。

## 生平
天順七年壬午科順天府鄉試第三十名。天順八年（1464年）甲申科會試第二十六名，殿試登進士第三甲第九十九名。吏部觀政，成化二年（1466年）授户部主事，六年乞假省亲，次年回京，八年丁父憂，服闋，遷员外郎。十五年升郎中，朝廷用兵建州，负责督运粮饷。十七年充副使，册封王府。十九年擢云南布政司左参议，二十二年入賀京师，遂乞致仕。弘治元年戊申十二月四月病卒，年五十七。

## 家族
曾祖呂敬文，贈指揮僉事。祖父呂義，贈指揮僉事。父亲呂貴，曾任指揮僉事。嫡母王氏，封恭人。生母楊氏，封宜人。娶楊氏，封宜人。

## 延伸阅读
[在维基数据编辑]